# جاك كاتس
جاك كاتس (بالإنجليزية: Jack Katz) هو فنان قصص مصورة ورسام أمريكي، ولد في 27 سبتمبر 1927 في بروكلين في الولايات المتحدة.

## وصلات خارجية
- الموقع الرسمي